# Tolphorea
Tolphorea là một chi bọ cánh cứng trong họ 
Elateridae.
Chi này được miêu tả khoa học năm 1983 bởi Gurjeva.

## Các loài
Các loài trong chi này gồm:
- Tolphorea bicolor Cate, Platia & Schimmel, 2002
- Tolphorea kurdistanicus Platia & Gudenzi, 1996
- Tolphorea luristanicus (Pic, 1920)
- Tolphorea pallida Platia, 2004
- Tolphorea turcica Platia & Gudenzi, 2000
- Tolphorea volans Gurieva, 1983